# Becsvölgye
Becsvölgye ist eine ungarische Gemeinde im Kreis Zalaegerszeg im Komitat Zala. Zur Gemeinde gehören die Ortsteile Gyöpi hegy, Kereseszeg, Kislengyel, Krumplistanya, Salomfa, Vargaszeg, Vörösszeg und Vörösszegi hegy.

## Geografische Lage
Becsvölgye liegt 15,5 Kilometer südwestlich des Zentrums der Kreisstadt und des Komitatssitzes  Zalaegerszeg. Nachbargemeinden sind Kustánszeg, Csonkahegyhát , Pálfiszeg, Gombosszeg, Petrikeresztúr, Barlahida und Szilvágy.

## Geschichte
Die heutige Gemeinde Becsvölgye entstand 1941 durch den Zusammenschluss der Kleingemeinden  Barabásszeg, Kislengyel und Pajzsszeg. Im Jahr 1913 gab es in der Kleingemeinde Barabásszeg 86 Häuser und 474 Einwohner auf einer Fläche von 1711  Katastraljochen, in der Kleingemeinde Kislengyel 41 Häuser und 265 Einwohner auf einer Fläche von 519 Katastraljochen. und in der Kleingemeinde Kislengyel 71 Häuser und 445 Einwohner auf einer Fläche von 1154 Katastraljochen. Die drei Gemeinden gehörten zu dieser Zeit zum Bezirk Nova im Komitat Zala.

## Sehenswürdigkeiten
- Kruzifix (Pajzsszegi kereszt), erschaffen 1907 von Ignác Wapper
- Reformierte Kirche, erbaut 1786 bis 1787
- Römisch-katholische Kirche Fogolykiváltó Boldogasszony mit separatem Glockenturm aus Holz

## Tradition und Tourismus
Überregional bekannt sind die Faschingskrapfen, die Becsvölgye fánkja genannt werden. In der Tradition des Ortes spielen der Maskenball in der Fastnacht und das Maifest eine besondere Rolle. Weiterhin findet im Sommer seit mehr als zehn Jahren das Festival für Volkstanz und Volksmusik des Komitats Zala in Becsvölgye statt. Touristisch ist die Gemeinde  beliebt bei Naturliebhabern, Wanderern und Fahrradfahrern. Die ausgedehnten Wälder der Umgebung sind reich an verschiedenen Pilzarten.

## Verkehr
In Becsvölgye treffen die Landstraßen Nr. 7405 und Nr. 7415 aufeinander. Es bestehen Busverbindungen nach Zalabaksa sowie nach Zalaegerszeg, wo sich der nächstgelegene Bahnhof befindet.